# Silvana E. Schneider
Silvana Elisabeth Schneider (* 17. Oktober 1953 in Siegenburg) ist eine deutsche Autorin und Lyrikerin.

## Leben
Schneider arbeitete ursprünglich im kaufmännischen Bereich. Nach einem journalistischen Fernstudium während der Erziehungszeit war sie als freie Journalistin tätig, überwiegend im Bereich Feuilleton, bis sich ihr Schreiben ins Literarische verlagerte. Bis heute entstanden zahlreiche Publikationen.
Sie ist Mitglied bei der Autorinnenvereinigung.
Schneider lebt in der Nähe von München, ist verheiratet und hat einen erwachsenen Sohn.

## Veröffentlichungen (Auswahl)

### Romane
- Tod der Puppenkönigin, Starks Sture Verlag, München 2008, ISBN 978-3-939586-08-1
- Lauf, Jakob!, Verlag Edition BunteHunde, 2009, ISBN 978-3-934941-51-9
- Café Einhorn, Lorbeer Verlag, Bielefeld 2013, ISBN 978-3-938969-20-5

### Veröffentlichungen in Anthologien
- „Auch ich bin Künstlerin …“, die Frau an der Seite des Bildhauers Mathias Gasteiger, in: Das Lachen deiner Augen, Teil 1, Geest-Verlag
- Anny Schweizer, Porträt über die Kunsthandwerkerin, in Bemerkenswerte Frauen in und um Landsberg, Gleichstellungsstelle Landsberg am Lech, EOS-Verlag, St. Ottilien
- Sibylla, die Wahrsagerin, in: Sirene, Zeitschrift für Literatur, Babel Verlag
- Lasst uns Rabenmütter sein, in: Rabenmutter sein, das ist nicht schwer …, Anthologie der Katholischen Frauengemeinschaft Deutschlands
- Sie ist fremd in ihrer Welt, Gedicht, in: Mythos Fremde, Free Pen Verlag, Bonn
- Nach Sand schmeckt die Sonne, Gedicht, in: Sonnenzeiten – Sonnenzeilen, Khorshid Verlag, Karin Afshar
- Die Wand, Plädoyer für das Buch von Marlen Haushofer, in: Mein Lieblingsbuch-Geschichten einer Freundschaft, internationaler Wettbewerb des Goethe-Instituts in Zusammenarbeit mit dem Deutschen Sprachrat
- Lyrik, „Zeitentanz“, Sternenblick e.V., Berlin 2017
- Lyrik, „Mein innerer Himmel“, Sternenblick e.V., Berlin 2019

### Veröffentlichungen als Herausgeberin
- Das Lachen deiner Augen, zweiteilige Anthologie über Frauenleben, Lyrik und Prosa, Band 1. Geest-Verlag, Vechta-Langförden 2003, ISBN 978-3-936389-72-2
- Das Lachen deiner Augen, zweiteilige Anthologie über Frauenleben, Lyrik und Prosa, Band 2. Geest-Verlag, Vechta-Langförden 2003, ISBN 978-3-936389-73-9

## Preise
Silvana E. Schneider gewann im Jahr 2020 den 2. Preis des Goldstaub Wettbewerbs der Autorinnenvereinigung e.V. in der Sparte Prosa.